# Thomas Lemar
Thomas Benoît Lemar (sinh ngày 12 tháng 11 năm 1995) là một cầu thủ bóng đá chuyên nghiệp người Pháp thi đấu ở vị trí tiền vệ cho câu lạc bộ bóng đá Atlético Madrid của Tây Ban Nha và đội tuyển quốc gia Pháp.
Lemar bắt đầu thi đấu chuyên nghiệp tại câu lạc bộ Stade Malherbe Caen vào năm 2013. Tại đó, anh đã có 32 lần ra sân trước khi chuyển đến câu lạc bộ Monaco với giá 3,4 triệu bảng vào năm 2015. Đến 18 tháng 6 năm 2018, Lemar đã đạt được thỏa thuận sơ bộ để chuyển đến thi đấu cho câu lạc bộ Atlético Madrid của Tây Ban Nha. Ở cấp độ đội tuyển quốc gia, Lemar đã từng là thành viên ở các lứa tuổi từ U17 cho tới U21 Pháp và có trận đấu ra mắt đội tuyển quốc gia vào năm 2016 trong trận giao hữu với Bờ Biển Ngà. Anh là thành phần của đội tuyển đã vô địch FIFA World Cup 2018 và cũng xuất hiện tại UEFA Euro 2020.

## Sự nghiệp câu lạc bộ

### Caen
Lemar chơi cho Caen tại giải Ligue 2 tại trận mở màn mùa giải 2013–14 vào ngày 2 tháng 8 năm 2013 khi anh vào sân thay cho Jérôme Rothen phút thứ 78, trong chiến thắng của Caen trước Dijon FCO với tỉ số 3-1.

### Monaco
Vào ngày 1 tháng 7 năm 2015, Lemar chính thức gia nhập Monaco với một khoản phí không được tiết lộ. Anh ghi bàn thắng đầu tiên cho câu lạc bộ vào ngày 22 tháng 8 năm 2015, trong trận hòa 1-1 với Toulouse. Vào ngày 20 tháng 9, anh ghi bàn trong trận gặp FC Lorient nhưng đội nhà đã thua trận với tỉ số 2-3. Bốn ngày sau, Lemar tiếp tục ghi bàn trong chiến thắng 3–2 của Monaco trước Montpellier ngay tại sân nhà của đối thủ, Stade de la Mosson. Vào ngày 17 tháng 1 năm 2016, Lemar ghi bàn trong chiến thắng 2–0 của Monaco trước Lorient ở giai đoạn lượt về. Đến ngày 4 tháng 3, Lemar đã ghi bàn mở tỉ số trong trận hòa 2–2 của Monaco với đội bóng cũ Caen của anh.
Đến mùa giải 2016–17 anh vẫn giữ vững phong độ của mình. Ngày 14 tháng 9 năm 2016, Lemar đã ghi bàn thắng đầu tiên của mình trong mùa giải mới, trong chiến thắng 2-1 của Monaco trước câu lạc bộ Anh Tottenham Hotspur tại đấu trường UEFA Champions League 2016-17. Ba ngày sau, anh ghi hai bàn thắng trong chiến thắng 3–0 của Monaco trước Rennes. Đến ngày 1 tháng 10 năm 2016, anh ghi bàn mở tỉ số trong trận thắng đậm 7–0 của Monaco trước Metz. Lemar liên tiếp ghi bàn với trong chiến thắng 6–2 của Monaco trước Montpellier vào 21 tháng 10, và trong chiến thắng 3–0 của Monaco trước Lorient ngày 18 tháng 11. Ngày 22 tháng 11 năm 2016, Lemar ghi bàn thắng quyết định trong chiến thắng 2–1 của Monaco trước Tottenham Hotspur, anh ghi bàn ở phút thứ 53, chỉ một phút sau khi Tottenham gỡ hòa bằng bàn thắng của Harry Kane ở phút 52. Trở về giải quốc nội, anh ghi bàn trong chiến thắng 5–0 của Monaco trước Bastia vào ngày 3 tháng 12.

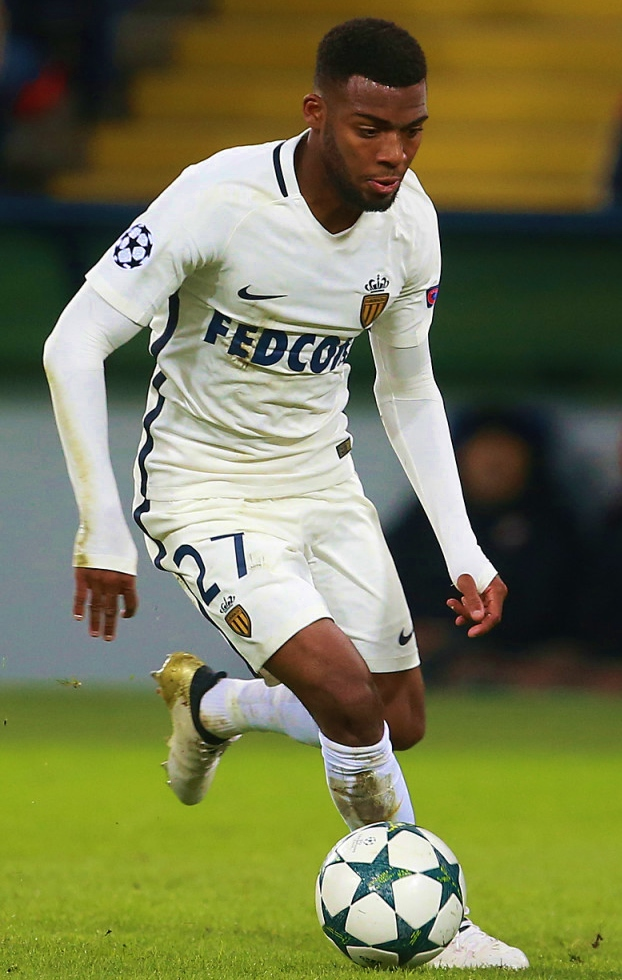
Lemar thi đấu cho Monaco năm 2016

Sang năm 2017, Lemar ghi bàn trong chiến thắng 4–1 của Monaco trước Olympique de Marseille vào ngày 15 tháng 1 năm 2017, qua đó giúp Monaco vươn lên dẫn đầu bảng xếp hạng League 1. Ngày 1 tháng 2 năm 2017, Lemar ghi bàn trong chiến thắng sát nút 5–4 của Monaco trước một câu lạc bộ chơi ở giải Championnat National là FC Chambly. Vào ngày 1 tháng 3 năm 2017, Lemar đã ghi bàn thắng quyết định trong chiến thắng 4–3 trước Marseille trong vòng loại Cúp bóng đá Pháp 2016–17 tại vòng 16 đội, chỉ hai phút sau bàn thắng gỡ hòa 3-3 của Rémy Cabella ở phút thứ 111. Vào ngày 1 tháng 4, Lemar ghi bàn trong trận chung kết Cúp bóng đá Pháp với Paris Saint-Germain, khi anh ghi bàn thắng gỡ hòa ở phút 27, nhưng Monaco chung cuộc đã phải chịu thất bại với tố số 1-4. Đến ngày 29 tháng 4, anh ghi bàn trong chiến thắng 3–1 của Monaco trước Toulouse, và chỉ một tuần sau đó, vào ngày 6 tháng 5, anh ghi bàn trong chiến thắng 3-0 trước Nancy. Kết thúc mùa giải, anh có tổng cộng 14 bàn thắng trên tất cả các mặt trận.
Vào thị trường chuyển nhượng mùa hè năm 2017, Lemar được hai đội bóng của Giải Ngoại hạng Anh là Liverpool và Arsenal quan tâm và muốn có sự phục vụ của anh trong đội bóng của họ. Tuy nhiên, thỏa thuận giữa câu lạc bộ chủ quản và hai đội bóng còn lại đều không đạt được. Vào ngày 29 tháng 6, Monaco cho hay, họ đã từ chối đề nghị trị giá 31 triệu bảng của Arsenal, và cuối tháng 8 là lời từ chối 65 triệu bảng của Liverpool, trước đó Liverpool đã đưa ra lời đề nghị mức giá 55 triệu euro.
Anh tiếp tục ở lại thi đấu cho Monaco. Đến ngày 28 tháng 10 năm 2017, Lemar đã ghi bàn thắng đầu tiên trong mùa giải trong chiến thắng 2–0 của Monaco trước Bordeaux. Đến ngày 15 tháng 12 là bàn thắng thứ hai trong chiến thắng 4–0 của Monaco trước AS Saint-Étienne. Ngày 9 tháng 1 năm 2018, Lemar ghi bàn trong chiến thắng 2–1 của Monaco trước Nice tại tứ kết Cúp bóng đá Pháp 2017–18.
Ngày 18 tháng 6 năm 2018, câu lạc bộ Atlético Madrid của Tây Ban Nha cho biết họ đã đạt được thỏa thuận sơ bộ với Monaco về việc mua lại Lemar. Tại Atlético Madrid, anh sẽ có cơ hội thi đấu cùng với hai người đồng đội trong đội tuyển quốc gia Pháp là Lucas Hernández và Antoine Griezmann.

## Sự nghiệp quốc tế

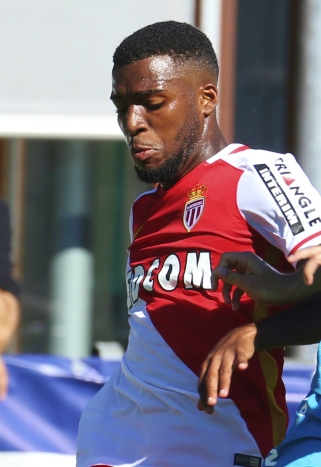
Lemar thi đấu cho Monaco năm 2016

Lemar được gọi vào đội tuyển bóng đá quốc gia Pháp trong các trận đấu với Thụy Điển và Bờ Biển Ngà vào tháng 11 năm 2016, sau khi Kingsley Coman phải rút lui vì chấn thương. Anh có trận ra mắt vào ngày 15 tháng 11 khi vào sân ở hiệp hai để thay cho Adrien Rabiot trong 12 phút cuối cùng của trận đấu giao hữu kết thúc với tỉ số 0–0. Bàn thắng quốc tế đầu tiên của anh cho đội tuyển pháp là tại Vòng loại World Cup 2018 với Hà Lan, với hai bàn thắng trong chiến thắng 4–0.
Vào ngày 17 tháng 5 năm 2018, anh được huấn luyện viên Didier Deschamps triệu tập vào đội hình 23 người của đội tuyển Pháp tham dự World Cup 2018 tại Nga. Tuy vậy, anh chỉ được vào sân duy nhất một lần, trong trận Pháp và Đan Mạch cầm hòa 0-0 vào ngày 26 tháng 6. Tại giải đấu, Pháp đã giành chức vô địch World Cup lần thứ hai trong lịch sử của họ sau khi đánh bại Croatia 4–2 trong trận chung kết.

## Thống kê
Tính đến ngày 8 tháng 5 năm 2021
| Câu lạc bộ        | Mùa giải          | Giải đấu          | Giải đấu | Giải đấu  | Cúp quốc gia | Cúp quốc gia | Cúp Liên đoàn | Cúp Liên đoàn | Cúp châu Âu | Cúp châu Âu | Khác | Khác      | Tổng số | Tổng số   |
| Câu lạc bộ        | Mùa giải          | Thuộc giải đấu    | Trận     | Bàn thắng | Trận         | Bàn thắng    | Trận          | Bàn thắng     | Trận        | Bàn thắng   | Trận | Bàn thắng | Trận    | Bàn thắng |
| ----------------- | ----------------- | ----------------- | -------- | --------- | ------------ | ------------ | ------------- | ------------- | ----------- | ----------- | ---- | --------- | ------- | --------- |
| Caen II           | 2011–12           | CFA               | 11       | 0         | —            | —            | —             | —             | —           | —           | —    | —         | 11      | 0         |
| Caen II           | 2012–13           | CFA               | 22       | 0         | —            | —            | —             | —             | —           | —           | —    | —         | 22      | 0         |
| Caen II           | 2013–14           | CFA 2             | 15       | 3         | —            | —            | —             | —             | —           | —           | —    | —         | 15      | 3         |
| Caen II           | 2014–15           | CFA 2             | 7        | 1         | —            | —            | —             | —             | —           | —           | —    | —         | 7       | 1         |
| Caen II           | Tổng số           | Tổng số           | 55       | 4         | —            | —            | —             | —             | —           | —           | —    | —         | 55      | 4         |
| Caen              | 2013–14           | Ligue 2           | 7        | 0         | 1            | 0            | 2             | 0             | —           | —           | —    | —         | 10      | 0         |
| Caen              | 2014–15           | Ligue 1           | 25       | 1         | 0            | 0            | 1             | 0             | —           | —           | —    | —         | 26      | 1         |
| Caen              | Tổng số           | Tổng số           | 32       | 1         | 1            | 0            | 3             | 0             | —           | —           | —    | —         | 36      | 1         |
| Monaco            | 2015–16           | Ligue 1           | 26       | 5         | 2            | 0            | 1             | 0             | 5           | 0           | —    | —         | 34      | 5         |
| Monaco            | 2016–17           | Ligue 1           | 34       | 9         | 2            | 2            | 3             | 1             | 16          | 2           | —    | —         | 55      | 14        |
| Monaco            | 2017–18           | Ligue 1           | 30       | 2         | 1            | 0            | 3             | 1             | 3           | 0           | 1    | 0         | 38      | 3         |
| Monaco            | Tổng số           | Tổng số           | 90       | 16        | 5            | 2            | 7             | 2             | 24          | 2           | 1    | 0         | 127     | 22        |
| Atlético Madrid   | 2018–19           | La Liga           | 31       | 3         | 4            | 1            | —             | —             | 7           | 0           | 1    | 0         | 43      | 4         |
| Atlético Madrid   | 2019–20           | La Liga           | 22       | 0         | 0            | 0            | —             | —             | 7           | 0           | 0    | 0         | 29      | 0         |
| Atlético Madrid   | 2020–21           | La Liga           | 27       | 1         | 1            | 1            | —             | —             | 8           | 0           | —    | —         | 36      | 2         |
| Atlético Madrid   | Tổng số           | Tổng số           | 80       | 3         | 5            | 2            | —             | —             | 22          | 0           | 1    | 0         | 108     | 5         |
| Tổng số sự nghiệp | Tổng số sự nghiệp | Tổng số sự nghiệp | 257      | 24        | 11           | 4            | 10            | 2             | 46          | 2           | 2    | 0         | 326     | 32        |

1. ↑  Thi đấu tại Cúp bóng đá Pháp
2. ↑  Thi đấu tại Cúp Liên đoàn bóng đá Pháp
3. ↑  Một lần thi đấu tại tại Champions League, bốn lần tại Europa League
4. 1 2 3 4 5  Thi đấu tại UEFA Champions League
5. ↑  Thi đấu tại Siêu cúp bóng đá Pháp
6. ↑  Thi đấu tại Siêu cúp bóng đá Pháp

### Quốc tế
Tính đến Tính đến hết ngày 19 tháng 6 năm 2021
| Đội tuyển quốc gia | Năm     | Số trận | Bàn thắng |
| ------------------ | ------- | ------- | --------- |
| Pháp               | 2016    | 1       | 0         |
| Pháp               | 2017    | 7       | 2         |
| Pháp               | 2018    | 6       | 1         |
| Pháp               | 2019    | 8       | 1         |
| Pháp               | 2021    | 4       | 0         |
| Tổng số            | Tổng số | 26      | 4         |

### Bàn thắng quốc tế
Kể từ trận đấu diễn ra ngày 2 tháng 6 năm 2019.
| Số thứ tự | Ngày                     | Địa điểm                             | Số | Đối thủ  | Tỉ số | Kết quả | Giải đấu                 |
| --------- | ------------------------ | ------------------------------------ | -- | -------- | ----- | ------- | ------------------------ |
| 1         | ngày 31 tháng 8 năm 2017 | Stade de France, Saint-Denis, Pháp   | 6  | Hà Lan   | 2–0   | 4–0     | Vòng loại World Cup 2018 |
| 2         | ngày 31 tháng 8 năm 2017 | Stade de France, Saint-Denis, Pháp   | 6  | Hà Lan   | 3–0   | 4–0     | Vòng loại World Cup 2018 |
| 3         | ngày 23 tháng 3 năm 2018 | Stade de France, Saint-Denis, Pháp   | 9  | Colombia | 2–0   | 2–3     | Giao hữu                 |
| 4         | ngày 2 tháng 6 năm 2019  | Sân vận động Beaujoire, Nantes, Pháp | 17 | Bolivia  | 1–0   | 2–0     | Giao hữu                 |

## Danh hiệu
Monaco
- Ligue 1: 2016–17 (vô địch)[39]

Pháp
- Giải vô địch bóng đá thế giới: 2018 (vô địch)[36]

Cá nhân
- Đội hình tiêu biểu UEFA Champions League: 2016[40]
- Cầu thủ xuất sắc nhất tháng của UNFP: Tháng 11 (2016)[41]